# 北海道立向陽ケ丘病院

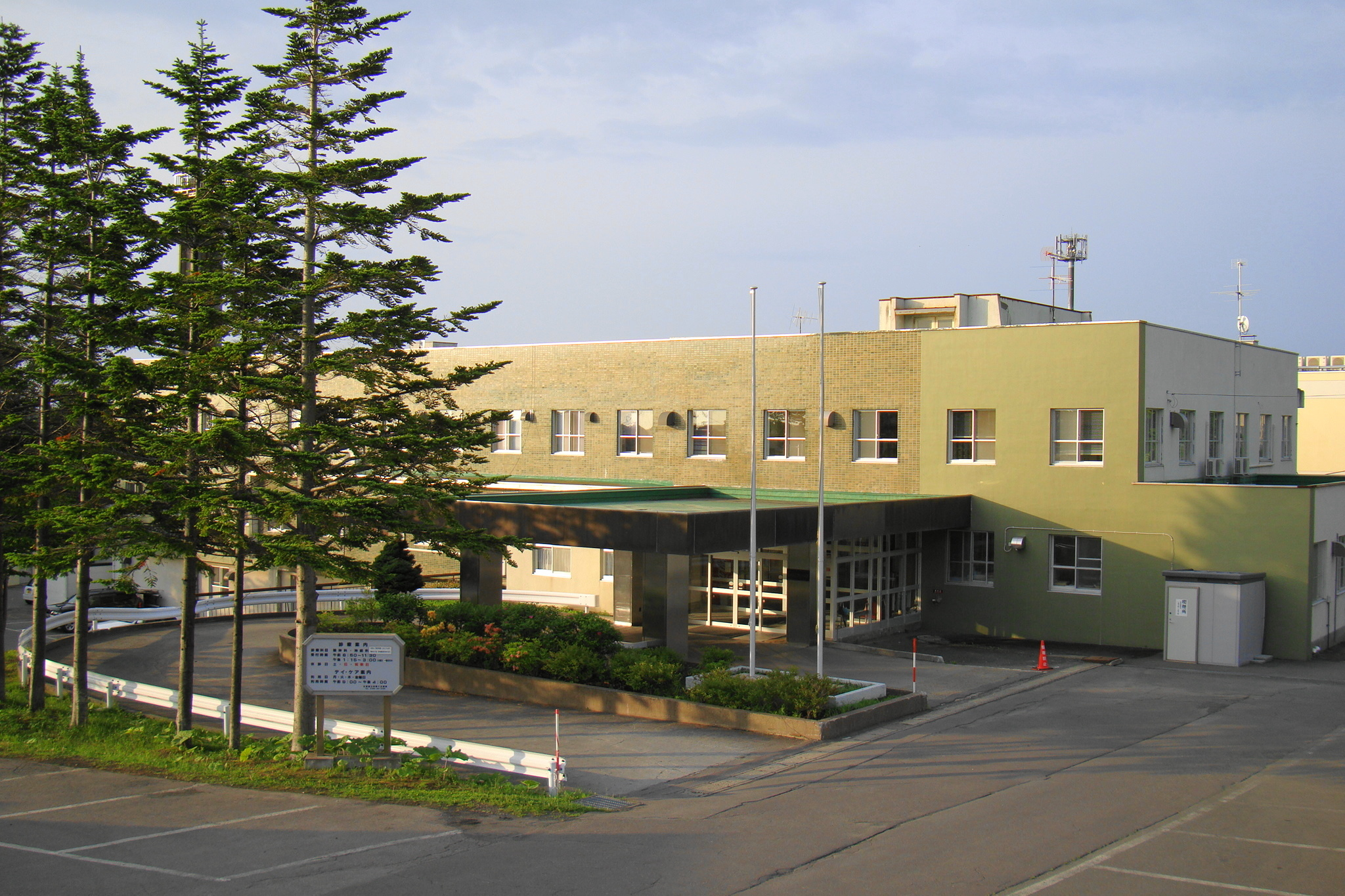
旧病院外観（2010年6月）

北海道立向陽ケ丘病院（ほっかいどうりつこうようがおかびょういん、英語: Hokkaido Kouyougaoka Hospital）は、北海道網走市にある病院（都道府県立病院）。

## 沿革
- 1952年（昭和27年）：「北海道立網走精神衛生相談所」設置[2]。同地に「網走市立向陽ヶ丘病院」設置[2]。
- 1954年（昭和29年）：網走市から北海道に移管し、「北海道立向陽ヶ丘病院」開設[2]。
- 1970年（昭和45年）：改築工事完成[2]。
- 1996年（平成08年）：デイケア施設完成[2][3]。
- 2014年（平成26年）：「認知症疾患医療センター」の運営を開始[4]。
- 2016年（平成28年）：新病院完成[2][5]。

## 機関指定
| 保険医療機関                                                   | 国民健康療養取扱機関         |
| 労災保険指定病院                                               | 生活保護法指定病院           |
| 結核予防法指定病院                                             | 精神科応急入院指定病院       |
| 精神科救急医療システム（救急医療施設、遠隔地域支援、後方）病院 | 医療観察法指定通院医療機関   |
| 指定自立支援医療機関（精神通院医療）                           | 地域型認知症疾患医療センター |

## 診療科等
診療科
- 心療内科
- 精神科

部門
- 看護
- 薬局
- 栄養指導
- 放射線科
- 臨床検査科
- 作業療法科
- デイケア科
- 臨床心理業務
- 認知症疾患医療センター

## アクセス・駐車場
- 網走バス「向陽病院前」バス停から徒歩約3分
- 北海道旅客鉄道（JR北海道）石北本線/釧網本線網走駅から車で約5分、徒歩約20分
- 駐車場：17台（障害者用3台）

## 参考資料
- “2015年度 向陽ヶ丘病院年報” (PDF).   北海道立向陽ヶ丘病院 (2017年). 2017年7月19日閲覧。